# トビー・ウィリアムズ
トビー・ウィリアムズ（Toby Williams、1986年5月15日 - ）は、RFUチャンピオンシップノッティンガムRFCに所属するラグビーユニオン選手。

## プロフィール
- ドイツ・リンテルン出身[1]。
- ポジションはプロップ(PR)。
- 身長 173cm、体重 108kg
- ドイツ代表キャップは6(2021年9月現在）。

## 略歴
ロザラム・ティタンズ、ドンカスター・ナイツを経て、2020年、ノッティンガムRFCに加入。